# シーパレス
シーパレスは瀬戸内海汽船が運航していたフェリー。

## 概要
日本鋼管清水造船所で建造され、1964年に宇品 - 呉 - 松山航路に就航した。
1972年、「STSライン」の愛称で瀬戸内海を巡るクルーズ航路に就航した。宮島港と鞆の浦の間を、航海時間約7時間、2日で1往復を運航した。1976年5月、PT-50型水中翼船「わかしお」の就航により引退した。
STSラインは前年3月の山陽新幹線博多開業による需要の変化を受け高速化、瀬戸田までに航路短縮され1日1往復となった。また、尾道港から新幹線の停車する三原港へ寄港地の変更が行われた。

### 就航航路
就航当初
- 広島港（宇品港） - 呉港 - 松山港（三津浜港）

STSライン
- 宮島港 - 広島港（宇品港） - 呉港 - 宮浦港（大三島） - 大久野島 - 瀬戸田（生口島） - 尾道港 - 鞆の浦

## 設計
双胴船型の観光フェリーで、日本で初めて航洋の定期航路で商業運航された双胴船であった。
船体は4層構造で、上部からパノラマ甲板、遊歩甲板、旅客甲板、車両甲板となっていた。操舵室は旅客甲板の前部にあり、その上部に円形の特別室、さらに同じく円形でピンク色の屋根をした展望喫茶室が張り出した形でのせられた特徴ある外観をしていた。旅客甲板は前部が一等室、後部が二等室で、展望喫茶室へは鏡張りの螺旋階段で通じていた。また、遊歩甲板は特別室を回り込む形で設けられ、操舵室の上に立つことができた。後方は屋根付きの露天デッキとなっていた。
左舷中央にサイドランプを装備しており、車両は桟橋へ乗り入れて乗下船した。乗用車のみ搭載可能で、トラックなどの大型車は搭載できなかった。車両甲板が喫水線に近いため、時化の際に打ち上げられた海水が甲板を洗い、車両が濡損する問題があり、開口部を覆うなど対策がされたが、完全な解決には至らなかった。

## 船内
船内はいたずらに高価な装飾品を使わず、重厚で豪華な雰囲気を近代的感覚の中に生かす形とした。
パノラマ甲板
- 二等室・ビュッフェ - 大型窓に沿うテーブル・椅子や後部に飲料を提供するバーカウンターを配置し、室内はFRP外壁の特徴を反映したパラシュート状の曲面天井やパープルのカーペット、シルバーグレーのビニールレザー椅子、公衆電話の設備を設けた。
- ラウンジ - レンガ色のカーペットや肘掛椅子・磨き仕上げの仕切り壁を配し静かな雰囲気とした。

遊歩甲板
- 特別室（2室） - ソファベッド、安楽椅子2脚、テレビ等を設け床にゴールド色カーペット、天井壁面をグリーン・ライトブラウンの布地仕上げとした。
- 1等室（2室） - 少人数団体用に使用。ソファ、床にライトグリーン色カーペット、壁・天井はモルトプレン付きビニールレザー張りでそれぞれシルバーグレイ、クリーム色とした。

船橋甲板
- 1等室（2室） - ソファ一と座席を配置。
- 2等室（2室） - 座席式とし床に暗赤色のカーペット、壁は薄紫のデコラ張り、天井はクリーム色の吸音板を配した。

上甲板
- カースペース
- 上下船口

定員
- 特等：12名
- 1等：127名
- 2等：158名